# Love (песня Ланы Дель Рей)
«Love» (с англ. — «Любовь»; иногда упоминается как «Young and In Love») — песня американской певицы и автора песен Ланы Дель Рей. Трек был издан на лейблах Interscope и Polydor в качестве первого сингла из пятого студийного альбома Lust for Life 18 февраля 2017 года. Написанная и спродюсированная Дель Рей в сотрудничестве с такими авторами, как Рик Ноуэлс, Эмиль Хейни и Бенни Бланко, с дополнительным продюсированием от Киерона Мэнзиеса, композиция сочетает в себе такие жанры, как инди-поп и дрим-поп.
«Love» получила положительные отзывы от современных музыкальных критиков, которые похвалили вокал исполнительницы и инструментарий композиции, а также лирику. Песня достигла успеха в топ-10 чартов таких стран, как Греция, Новая Зеландия, Франция и Испания. В американском чарте Billboard Hot 100, «Love» дебютировала с 44 позиции, также расположившись на втором месте в чарте Hot Rock Songs. Музыкальное видео на песню было выпущено 20 февраля 2017 года; режиссёром выступил Рич Ли. Для продвижения композиции, Дель Рей исполняла её на нескольких фестивалях и отдельных концертах.

## История создания
14 января 2017 года в базе по защите авторских прав музыкальных произведений Harry Fox Agency была зарегистрирована композиция под названием «Young & In Love», где было указано, что песня предназначена для Дель Рей; также исполнительница числилась в авторах трека. 28 января 2017 года, поклонник исполнительницы встретил её на улицах Лос-Анджелеса, спросив про композицию, на что Дель Рей ответила: «Вам понравится. Я очень взволнована».
16 февраля 2017 года несколько отрывков песни были опубликованы в социальной сети Instagram, но позже были удалены по причине нарушения авторских прав. На следующий день на улицах Лос-Анджелеса, в рамках промокампании, появились плакаты с изображением Дель Рей, кадрами из музыкального видео на песню, а также с надписью «Love». В тот же день, песня была полностью опубликована в интернете, до официального релиза. 18 февраля композиция «Love» была выпущена первым синглом на лейблах Interscope и Polydor, в поддержку пятого студийного альбома Дель Рей, Lust for Life. Позже, в тот же день, аудио-видео песни было загружено на YouTube-канал Дель Рей. Два дня спустя, 20 февраля состоялась премьера музыкального видео на композицию. В конце марта того же года, в мобильном приложении «Snapchat» появился фильтр для фотографий или видео, в рамках промокампании трека.
В интервью Дель Рей, которое у неё взяла певица Кортни Лав, Лана сказала: «„Love“ не звучит как ретро, но я хотела вернуться к более величественному, медленному звучанию. В последние 16 месяцев в Соединённых Штатах и в Лондоне происходило много сумасшествия, когда я там была. Я просто чувствовала, что хотела написать композицию, которая позволила бы мне чувствовать себя более позитивно во время исполнения».

## Реакция критиков
| Оценки критиков | Оценки критиков |
| Источник        | Оценка          |
| --------------- | --------------- |
| PopMatters      | 8/10            |

Песня получила положительные отзывы критиков. Ева Барлоу из журнала Pitchfork написала, что „«Love» позволяет почувствовать самого себя“, также добавив, что композиция „убеждает слушателя, что чувства ещё можно разнообразить, и любовь может победить“. Также, в издании песню назвали «Лучшим новым треком». Эрика Рассел из PopCrush заявила, что „Лана вернулась к её тёмным кинематографическим поп-корням, чтобы создать великолепную среднетемповую оду надежды подростков и молодой любви“. Джейк Уисванафт из журнала V Magazine так же отметил, что песня является „вздымающейся балладой, которая напоминает звучание альбома Дель Рей Born to Die“. В австралийском издании FasterLouder песне дали положительный отзыв, сказав: „Песня полна окружающего глэм-поп-безумия и вполне возможно, эта песня у Дель Рей лучшая“. Даниэль Крэпс из американского журнала Rolling Stone назвал песню „гимном“. Фрэнк Гуан из Vulture назвал композицию «Love» „удивительно хорошей“.
Даниэль Барна из издания Complex отозвался о песне и музыкальном видео положительно: „Это космическое путешествие сквозь пространство и время“. В журнале Time композицию «Love» назвали „медленно пылающим мистичным треком“. Сара Линдиг из издания Elle также отозвалась о песне положительно, сказав: «Вы снова собираетесь влюбиться в Лану». Журналисты Робин Хилтон и Боб Бойлин из компании National Public Radio сказали, что Дель Рей вернулась с „новой мечтательной одой славе молодости“. В британском издание NME, композицию включили в список «Лучших новых песен», добавив: „Дель Рей возвращается с типично сильным выплеском винтажных романтических чувств. Налейте себе мартини, откиньтесь и дайте волю своим чувствам“.

### Признание
В июне 2017 года, в американском издании Billboard опубликовали список «50 Лучших песен первой половины 2017 года», разместив композицию «Love» на 46 позиции, прокомментировав: «Быть молодым и влюблённым... с этим треком. Сумасшедший сингл Дель Рей из её альбома Lust for Life является преимущественно типичным для Ланы. Кинематографическое оркестровое звучание и беспечная ностальгическая энергетика. Вокал исполнительницы великолепен под роскошную инструментовку песни». Брэдли Стерн из журнала PopCrush назвал песню «Love» одной из самых лучших в первой половине 2017 года, написав: «„Love“ — это закрученный психо-поп трек, дающий надежду <...> Когда Лана Дель Рей говорит, что это время быть счастливым, значит так и есть. „Грустная девушка“ очень известна своими мрачными песнями и одами насилию, но она изменила своё звучание усилиями в студии. „Love“, будучи вдохновлённая мировыми событиями, звучит как классические кинематографичные песни Ланы, но лирикой — это заверение о поддержку её юным поклонникам. Она уверяет: „Достаточно быть молодыми и влюблёнными“».

## Музыкальное видео
Музыкальное видео было снято с конца июня по начало июля 2016 года. 20 февраля 2017 года, Дель Рей провела прямую трансляцию в своём аккаунте Instagram, где объявила о выходе музыкального видео в тот же день. Режиссёром выступил Рич Ли. Музыкальное видео начинается с чёрно-белого кадра, где показана Дель Рей, выступающая перед влюблёнными парами и поклонниками в небольшом зале. После, картинка становится цветной и задняя часть зала, где выступает певица, открывается, и появляется вид на звёздное небо; машина с молодыми влюблёнными пролетает мимо солнца. Водные сцены, где группа молодых людей катается на лодке на неизвестной планете, снимались 9 июля 2016 года на озере Пирамид, штат Невада; так же, съёмки проходили в пустыне Трона Пинаклс, штат Калифорния. Съёмки молодых людей проходили отдельно от съёмок исполнительницы. В конце ролика, Дель Рей и её музыкальная группа исполняют песню на поверхности луны, после чего показывается солнечное затмение.
Даниэль Крэпс из Rolling Stone описал музыкальное видео, как «мечтательное», также добавив: „Видео чередует чёрно-белыми и изнеможёнными цветами, Дель Рей поёт композицию «Love», сопоставляя её выступление с «молодыми и влюблёнными» людьми“. Келси Джей Уайт из интернет издания The A.V. Club написала, что «Love» „отправляет нас в полёт в космос“, также назвав клип „потрясающим научно-фантастическим видео“. Люк Морган Бриттон из британского журнала NME написал, что «Видео содержит драматичное выступление Дель Рей в космосе». Журналист Бэн Кай из издания Consequence of Sound назвал музыкальное видео „романтическим“. Ной Йоо из журнала Pitchfork назвал видеоклип „великолепной космической винтаж-историей любви“.

## Коммерческий успех
Композиция «Love» дебютировала с 44 позиции в американском чарте Billboard Hot 100, продержавшись на данной позиции две недели, после покинув чарт. Также со второй позиции в чарте Rock Songs журнала Billboard, что является лучшим результатом Дель Рей с 2013 года, когда песня «Young and Beautiful» дебютировала с третьей позиции в том же чарте. По данным компании Nielsen SoundScan, «Love» возглавила чарт Rock Digital Song Sales с продажами 46,000 копий. В Rock Songs песня продержалась восемнадцать недель, а последней позицией в чарте стала 48 строчка. Также трек дебютировал с пятой позиции в чарте Rock Streaming Songs с около 7 миллионами прослушиваний на стриминговых сервисах. Песня вошла в чарт Digital Songs, расположившись на девятой строке, находившись на ней две недели. Помимо Соединённых Штатов, песня также достигла успеха в Греции и Новой Зеландии, расположившись в обоих чартах на третьих позициях.

## Концертное исполнение
В рамках промокампании сингла, Дель Рей впервые исполнила песню «Love» 17 марта 2017 года на фестивале «South by Southwest», Остин, штат Техас. Дель Рей исполнила песню «Love» на концерте американской радиостанции KROQ-FM, «KROQ Weenie Roast», прошедшем 20 мая 2017 года на стадионе Стабхаб Сентер, в городе Карсон, штат Калифорния. Через неделю, 27 мая того же года, певица выступила на фестивале «Radio 1's Big Weekend», на площадке Burton Constable Hall, Кингстон-апон-Халл, Великобритания, исполнив «Love», а также две другие песни из пятого альбома Lust for Life.

## Список композиций
| №  | Название | Автор(ы)                        | Продюсер(ы)                              | Длительность |
| -- | -------- | ------------------------------- | ---------------------------------------- | ------------ |
| 1. | «Love»   | Дель Рей, Ноуэлс, Хейни, Бланко | Дель Рей, Ноуэлс, Хейни, Бланко, Мэнзиес | 4:38         |

| №  | Название | Автор(ы)                        | Продюсер(ы)                              | Длительность |
| -- | -------- | ------------------------------- | ---------------------------------------- | ------------ |
| 1. | «Love»   | Дель Рей, Ноуэлс, Хейни, Бланко | Дель Рей, Ноуэлс, Хейни, Бланко, Мэнзиес | 4:39         |

| №  | Название | Автор(ы)                        | Продюсер(ы)                              | Длительность |
| -- | -------- | ------------------------------- | ---------------------------------------- | ------------ |
| 1. | «Love»   | Дель Рей, Ноуэлс, Хейни, Бланко | Дель Рей, Ноуэлс, Хейни, Бланко, Мэнзиес | 4:39         |

| №  | Название | Автор(ы)                        | Продюсер(ы)                              | Длительность |
| -- | -------- | ------------------------------- | ---------------------------------------- | ------------ |
| 1. | «Love»   | Дель Рей, Ноуэлс, Хейни, Бланко | Дель Рей, Ноуэлс, Хейни, Бланко, Мэнзиес | 4:39         |

## Участники записи
Данные взяты из буклета альбома Lust for Life.
| - Лана Дель Рей — вокал, автор, продюсер - Рик Ноуэлс — автор, продюсер, бас, вибрафон, меллотрон, клавишные - Дин Рид — электрогитара, звукорежиссёр - Бенни Бланко — автор, продюсер, клавишные, ударные, сведение - Мастеринг произведён Майком Боззи в студии Bernie Grundman Mastering, Голливуд, Калифорния | - Эмиль Хейни — автор, продюсер, ударные, синтезаторы, сведение - Киерон Мэнзиес — дополнительное продюсирование, звукорежиссёр, сведение - Тревор Ясуда — звукорежиссёр - Инструментал песни записан в студиях The Green Building, Лос-Анджелес; Hampstead Studios, Лондон, Великобритания; Electric Lady Studios, Нью-Йорк; Sole Studios, Лондон, Великобритания | - Вокальные дорожки записаны в студии Strongroom, Лондон, Великобритания - Песня издана EMI April Music Inc, Universal Music Publishing Group (Global Music RIghts), Heavy Crate Publishing (ASCAP), Sony/ATV Music Publishing, Please Don’t Forget to Pay Me Music (GMR) |

## Чарты и сертификации

### Еженедельные чарты
| Чарт (2017)                                  | Высшая позиция |
| -------------------------------------------- | -------------- |
| Австралия (ARIA)                             | 41             |
| Австрия (Ö3 Austria Top 40)                  | 43             |
| Бельгия/Фландрия (Ultratop 50)               | 41             |
| Бельгия/Валлония (Ultratip Bubbling Under)   | 9              |
| Канада (Billboard Canadian Hot 100)          | 48             |
| Чехия (Singles Digitál Top 100)              | 25             |
| France                                       | 12             |
| Германия (GfK)                               | 68             |
| Венгрия (Single Top 40)                      | 4              |
| Ireland                                      | 35             |
| Italy                                        | 53             |
| NZHeatseekers                                | 3              |
| Португалия (AFP)                             | 47             |
| Шотландия (OCC Scotland)                     | 16             |
| Словакия (Singles Digitál Top 100)           | 13             |
| Испания (PROMUSICAE)                         | 5              |
| Sweden                                       | 49             |
| Швейцария (Schweizer Hitparade)              | 27             |
| Великобритания (OCC UK Singles)              | 41             |
| США (Billboard Hot 100)                      | 44             |
| США (Billboard Hot Rock & Alternative Songs) | 2              |

### Сертификации
| Регион                                                                      | Сертификация  | Продажи   |
| --------------------------------------------------------------------------- | ------------- | --------- |
| Австралия (ARIA)                                                            | Платиновый    | 70 000    |
| Бразилия (ABPD)                                                             | 2× Платиновый | 120 000   |
| Италия (FIMI)                                                               | Золотой       | 25 000    |
| Новая Зеландия (RMNZ)                                                       | Золотой       | 15 000    |
| Польша (ZPAV)                                                               | Золотой       | 25 000    |
| Швеция (GLF)                                                                | Золотой       | 20 000    |
| Великобритания (BPI)                                                        | Серебряный    | 200 000   |
| США (RIAA)                                                                  | Платиновый    | 1 000 000 |
| Данные о продажах + прослушиваниях приведены только на основе сертификации. |               |           |

## История релиза
| Регион         | Дата            | Формат                  | Лейбл               | П.     |
| -------------- | --------------- | ----------------------- | ------------------- | ------ |
| Земля          | 18 февраля 2017 | Цифровая дистрибуция    | Interscope, Polydor | [ 8 ]  |
| Великобритания | 18 февраля 2017 | Промо-CD                | Polydor             | [ 39 ] |
| Великобритания | 24 февраля 2017 | Радио современных хитов | Interscope, Polydor | [ 71 ] |
| Великобритания | 24 марта 2017   | Промо-CD                | Polydor             | [ 38 ] |
| США            | 28 марта 2017   | Альтернативное радио    | Interscope          | [ 72 ] |
| Франция        | Февраль 2017    | Промо-CD                | Polydor, Universal  | [ 40 ] |